# Nålens öga (singel)

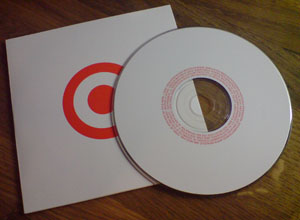
Singelns framsida

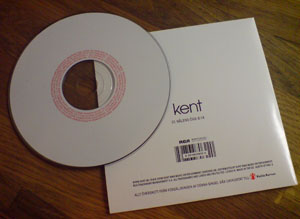
Singelns baksida

Nålens öga är en singel som släpptes den 21 juni 2006 av den svenska rockgruppen Kent. Singeln gjordes till förmån för Rädda barnens kampanj "Det handlar om ett barn", och låten användes också som vinjett och bakgrundsmusik i TV4:s dokumentärserie med samma namn. Samtliga intäkter från skivan gick oavkortat till projektet. Text och musik på singeln är skrivna av Joakim Berg. Nålens öga nådde som bäst plats tre på den svenska singelhitlistan.

## Låtlista
1. Nålens öga (6:15)

## Listplaceringar
| Lista (2006-2007) | Topplacering |
| ----------------- | ------------ |
| Sverige           | 3            |